# Росмер, Альфред
Альфред Росмер (фр. Alfred Rosmer, настоящее имя Андре Альфред Грио, фр. Alfred Griot; 1877—1964) — французский синдикалист и троцкист.

## Биография
Родился в США в 1877 году в семье рабочего, эмигрировавшего из Франции после гибели Коммуны. Семья вернулась на родину в 1884 году. Свой псевдоним — Росмер — позаимствовал у персонажа Генрика Ибсена.
Первоначально анархист, затем синдикалист, активист Всеобщей конфедерации труда. Вместе с Пьером Монаттом редактировал революционно-синдикалистскую газету «La Vie Ouvriere». Считал, что действительный путь к социализму лежит через прямое действие профсоюзов.
В период Первой мировой войны стоял на интернационалистических и антивоенных позициях. В конце 1910-х годов познакомился с Маргаритой Тевене, ставшей его спутницей на всю жизнь. Поддержал Октябрьскую революцию, после образования в 1919 году Коммунистического интернационала участвовал в его работе. На Втором конгрессе вошёл в Исполком и президиум Исполкома Коминтерна. Был одним из организаторов и лидеров Красного интернационала профсоюзов (Профинтерна). В 1920 году приехал в Москву, где провел 17 месяцев и принял участие и в Третьем конгрессе. Виктор Серж отмечал в мемуарах: "Парижский комитет III Интернационала прислал старого друга Троцкого, горячего интернационалиста, профсоюзного деятеля Альфреда Росмера. Росмер, со своей сдержанной улыбкой, был воплощением бдительности, скромности, преданности".
В 1920 году Альфред и Маргарита Росмеры были одними из основателей Французской коммунистической партии. Росмер стал членом её ЦК и Политбюро, а также редакции газеты «Юманите». Один из лидеров Унитарной всеобщей конфедерации труда с момента её учреждения в 1922 году. В 1924—1925 годах выступает против Сталина. В январе 1925 года на съезде был исключен из рядов ФКП по обвинению в нарушении партдисциплины. Вместе с Пьером Монаттом, исключенным из компартии в 1924 году, издает синдикалистский журнал «La Revolution Proletarienne» («Пролетарская революция»), сотрудничает с Борисом Сувариным, ещё одним видным коммунистом-антисталинистом.
Активный член Левой оппозиции. Участвовал в организации Международной левой оппозиции, входил в её секретариат. В 1929 году во Франции сторонники Левой оппозиции начинают выпускать газету «La Vérité» («Правда»), первым редактором которого становится Росмер. В 1931 году разошёлся с Троцким по вопросам тактики, однако они остаются личными друзьями. В тот момент Росмер временно отходит от Оппозиции.
В середине 1930-х их отношения с Троцким восстанавливаются — Росмер громко выступает против сталинских репрессий в СССР, разоблачает московские процессы, входит в комиссию Дьюи и возглавляет французский Комитет защиты Льва Троцкого. Росмер также становится одним из организаторов Четвёртого интернационала. В его доме в пригороде Парижа в сентябре 1938 года проходит его учредительный конгресс, хотя сам Росмер в Интернационал не вступает.
Во время Второй мировой войны Росмер жил в США, затем вернулся во Францию. В 1951 году поддержал вдову Троцкого Наталью Седову, которая заявила, что политический строй Советского Союза — это новая форма капитализма.
Автор ряда трудов по истории международного рабочего и левого движения. В 1953 году опубликовал мемуары «Москва после Ленина», в которых описывал 1920—1924 годы. В 1960 году опубликовал декларацию, в которой призывал французских солдат не участвовать в Алжирской войне.